# 阿兰迪纳足球俱乐部
阿兰迪纳足球俱乐部(西班牙语：Arandina Club de Fútbol)，西班牙布尔戈斯省杜罗河畔阿兰达的一个足球俱乐部。该队现参加西班牙皇家足協丙組聯賽。